# Anton Othmar Sollfelner
Anton Othmar Sollfelner (Gaal bij Knittelfeld, Stiermarken, 5 januari 1935) is een Oostenrijks componist, muziekpedagoog, dirigent en klarinettist. 

## Levensloop
Sollfelner leerde al als klein jongetje de klarinet te bespelen bij een klarinettist van het filharmonisch orkest in Graz. Hij werd klarinettist in de Stadtkapelle Knittelfeld en de Eisenbahnermusik Knittelfeld. 
In 1956 werd hij solo-klarinettist van de Kapelle des Militärkommandos Steiermark in Graz. Vanaf 1957 studeerde hij aan de Universität für Musik und darstellende Kunst Wien in Wenen klarinet bij Johann Österreicher, compositie bij Alfred Uhl en dirigeren bij Hans Swarowsky. In 1964 is hij als Kapelmeester afgestudeerd. In 1965 werd hij 2e dirigent van de Militärmusik des Gardebataillons (Gardemusik Wien) en in 1968 dirigent van de Militärmusik des Militärkommandos Kärnten. In 1985 werd hij tot "Magister artium" van de Universität für Musik und darstellende Kunst Wien benoemd voor zijn dissertatie Österreichische Militärmusik in der Ersten Republik; in 1988 werd hij professor. 
Van 1979 tot 1994 was hij inspecteur, of zoals het in goed Oostenrijks heet, Armeekapellmeister en Musikreferent in het ministerie van landsverdediging en daarmee van de (alle) Oostenrijkse militaire kapellen. Ook in de amateur-muziekbeoefening is hij werkzaam. Zo is hij sinds 1980 Ehrenlandeskapellmeister en gaf cursussen en clinics voor dirigenten en instrumentalisten. 
Sollfelner werkte ook als docent aan het Kärntner Landeskonservatorium in Klagenfurt. 
Als componist schreef hij verschillende werken voor harmonieorkest.

## Composities

### Werken voor harmonieorkest
- 1964 Karast - Der Kampf mit dem Lindwurm (voor het Festival van nieuwe blaasmuziek 1964 in Uster, Zwitserland)
- 1972 Deutsche Messe, voor gemengd koor en blazers
- 1977 Rhapsodische Impressionen  (won de 1e prijs van de Österreichischer Blasmusikverband)
- 1980 Feierliche Eröffnung
- Allianz-Marsch
- Auf zum Frühschoppen, polka
- Kleine Ouverture
- Pro Juventute
- Promenade am Wörthersee
- Summer Evening
- Symphonische Impressionen
- Unitas Marsch
- Vorwärts, nie zurück

### Kamermuziek
- 1981 5 Fanfaren, voor 4 trompetten, 3 trombones en slagwerk
  1. Festfanfare
  2. Zapfenstreichfanfare
  3. Kirchliche Einzugsfanfare
  4. Ankündigungsfanfare
  5. Sportfanfare

## Publicaties
- Anton Othmar Sollfelner: Die österreichische Militärmusik in der 1. Republik 1918–1938, Dissertatie, Wien, 1985
- Anton Othmar Sollfelner, Christian Glanz: Die österreichische Militärmusik in der II. Republik 1955-2000. Eine Chronologie. Graz 2000, 222 p., ISBN 3853330517